# Hervormde kerk (Schalkwijk)
De Hervormde kerk is een kerkgebouw in het Nederlandse dorp Schalkwijk (gemeente Houten) aan de Brink 10.
De kerk bestaat uit een eenbeukig schip, een romaanse toren en een gotisch koor. Daarvan is het benedendeel laatromaans en het bovendeel laatgotisch. In 1804 werd het koor verlaagd en het schip vervangen door het huidige.
De naast de kerk gelegen pastorie is een monumentaal herenhuis uit 1835.
Op het kerkhof is een oorlogsgraf van het Gemenebest (Commonwealth War Grave) te vinden. Begraven ligt soldaat Private E.D. Meredith (King's Own Scottish Borders Airborne). Hij is een slachtoffer van de Slag om Arnhem in 1944. 

## Geschiedenis
Deze kerk was oorspronkelijk gewijd aan St.-Michaël.
De kerktoren is waarschijnlijk uit de eerste helft van de 13e eeuw en bestaat uit baksteen en is vermoedelijk in de 16e eeuw verhoogd. De gemeente Houten is eigenaar van deze toren.